# Cleveland Browns 1951
La stagione 1951 dei Cleveland Browns è stata la seconda della franchigia nella National Football League, la sesta complessiva. La squadra campione in carica terminò la stagione regolare con un record di 11–1, perdendo contro i Los Angeles Rams nella finale di campionato. Fu la sesta finale consecutiva per Cleveland e la prima della sua storia in cui non vinse il titolo. In una partita contro i Chicago Bears Dub Jones stabilì un record NFL segnando sei touchdown in una sola gara.

## Roster
| Roster dei Cleveland Browns nel 1951 |
| --- |
| Quarterback - 60 Otto Graham - 62 Cliff Lewis Running Back - 90 Rex Bumgardner - 84 Ken Carpenter - 82 Tommy James - 86 Dub Jones - 80 Warren Lahr - 94 Don Phelps - 96 Don Shula - 98 Carl Taseff - 74 Tony Adamle - 70 Emerson Cole - 72 Chick Jagade - 76 Marion Motley Wide Receiver - 53 Len Ford - 59 Horace Gillom - 56 Dante Lavelli - 50 Bob Oristaglio - 58 Mac Speedie - 52 George Young Tight End {{{te}}} Offensive Linemen - 35 Alex Agase - 38 Bob Gaudio - 34 Abe Gibron - 32 Lin Houston - 30 Bill Willis - 22 Frank Gatski - 20 Hal Herring - 24 Tommy Thompson - 48 Chubby Grigg - 46 Lou Groza - 45 John Kissell - 42 Derrell Palmer - 44 Lou Rymkus - 49 John Sandusky Defensive Linemen {{{dl}}} Linebacker {{{lb}}} Defensive Back {{{db}}} Special Team {{{st}}} |
| Legenda - I rookie sono in corsivo. - Il primo ruolo è il principale mentre gli eventuali successivi indicano i ruoli secondari. - (IR) sta per Injured Reserve ed indica la lista ristretta per un solo giocatore infortunato che può tornare ad allenarsi dopo la settimana 6 e a rientrare in prima squadra dopo che questa ha giocato 8 partite. - (NF-Inj.) / (NF-Ill.) stanno rispettivamente per Non-Football Injured e Non-Football Illness ed indicano le liste dove viene inserito un giocatore che ha un infortunio o una malattia non dipendente dal football americano. - (PUP) sta per Physically Unable to Perform ed indica la lista dove viene inserito un giocatore mentre è in attesa di recuperare la condizione fisica. Nella stagione regolare dopo la sesta partita giocata dalla propria squadra, il giocatore ha tempo tre settimane per riprendere ad allenarsi, più tre settimane aggiuntive dal suo rientro agli allenamenti per rientrare in prima squadra. |

## Calendario
| Stagione regolare |              |                        |           |        |                               |          |         |
| Turno             | Data         | Avversario             | Risultato | Record | Stadio                        | Pubblico | Sintesi |
| 1                 | 30 settembre | at San Francisco 49ers | S 10–24   | 0–1    | Kezar Stadium                 | 52,219   | Recap   |
| 2                 | 7 ottobre    | at Los Angeles Rams    | V 38–23   | 1–1    | Los Angeles Memorial Coliseum | 67,186   | Recap   |
| 3                 | 14 ottobre   | Washington Redskins    | V 45–0    | 2–1    | Cleveland Municipal Stadium   | 33,968   | Recap   |
| 4                 | 21 ottobre   | Pittsburgh Steelers    | V 17–0    | 3–1    | Cleveland Municipal Stadium   | 32,409   | Recap   |
| 5                 | 28 ottobre   | New York Giants        | V 14–13   | 4–1    | Cleveland Municipal Stadium   | 56,947   | Recap   |
| 6                 | 4 novembre   | at Chicago Cardinals   | V 34–17   | 5–1    | Comiskey Park                 | 19,742   | Recap   |
| 7                 | 11 novembre  | Philadelphia Eagles    | V 20–17   | 6–1    | Cleveland Municipal Stadium   | 36,571   | Recap   |
| 8                 | 18 novembre  | at New York Giants     | V 10–0    | 7–1    | Polo Grounds                  | 52,215   | Recap   |
| 9                 | 25 novembre  | Chicago Bears          | V 42–21   | 8–1    | Cleveland Municipal Stadium   | 40,969   | Recap   |
| 10                | 2 dicembre   | Chicago Cardinals      | V 49–28   | 9–1    | Cleveland Municipal Stadium   | 30,550   | Recap   |
| 11                | 9 dicembre   | at Pittsburgh Steelers | V 28–0    | 10–1   | Forbes Field                  | 24,229   | Recap   |
| 12                | 16 dicembre  | at Philadelphia Eagles | V 24–9    | 11–1   | Shibe Park                    | 16,263   | Recap   |

Nota: gli avversari della propria conference sono in grassetto.

### Playoff
| Playoff |             |                     |           |        |                               |          |         |
| Turno   | Data        | Avversario          | Risultato | Record | Stadio                        | Pubblico | Sintesi |
| Finale  | 23 dicembre | at Los Angeles Rams | S 17–24   | 0–1    | Los Angeles Memorial Coliseum | 57,540   | Recap   |

## Classifiche
| NFL American Conference |    |   |   |      |       |     |     |     |
|                         | V  | S | P | %    | CONF  | PF  | PS  | STR |
| Cleveland Browns        | 11 | 1 | 0 | .917 | 9–0   | 331 | 152 | V11 |
| New York Giants         | 9  | 2 | 1 | .818 | 7–2–1 | 254 | 161 | V4  |
| Washington Redskins     | 5  | 7 | 0 | .417 | 4–5   | 183 | 296 | S1  |
| Pittsburgh Steelers     | 4  | 7 | 1 | .364 | 3–5–1 | 183 | 235 | V1  |
| Philadelphia Eagles     | 4  | 8 | 0 | .333 | 3–6   | 234 | 264 | S2  |
| Chicago Cardinals       | 3  | 9 | 0 | .250 | 0–8   | 210 | 287 | V1  |

Note: I pareggi non venivano conteggiati ai fini della classifica fino al 1972.